# Theodorus Niemeijer

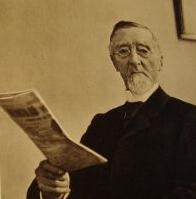
Theodorus Niemeijer

Theodorus Niemeijer (* 27. Juni 1822 in Groningen; † 12. August 1910 in Groningen) war ein niederländischer Kaufmann und Tabakfabrikant. Seine gleichnamige Firma gehört seit 1999 zur British American Tobacco.

## Leben und Wirken

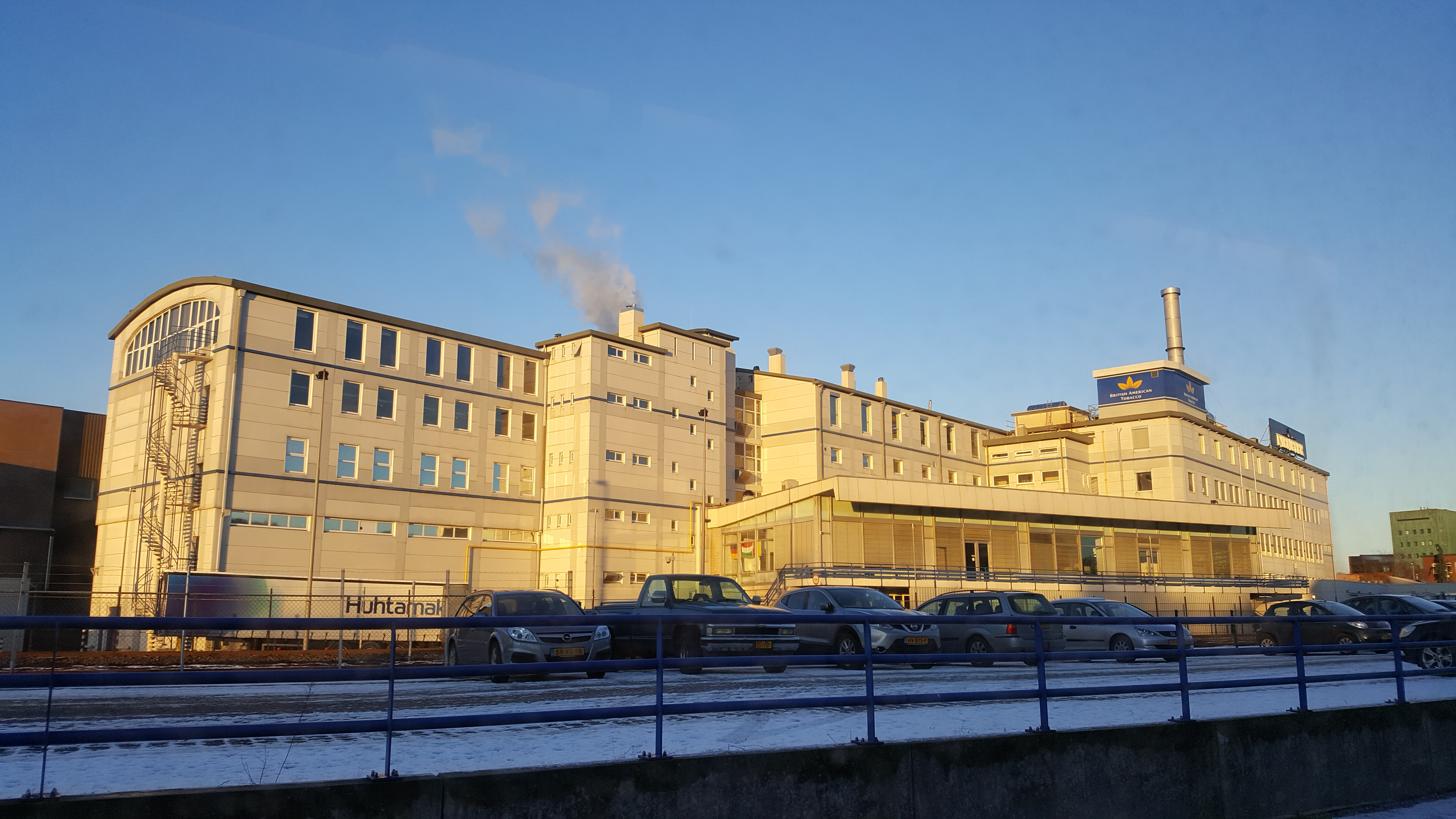
Die Tabakfabrik von Niemeijer (heute BAT) am Paterswoldseweg in Groningen (2017)

1819 heiratete der Groninger Kaufmann Meindert Niemeijer die Buchhändlerstochter Cornelia Johanna Reinders. Im gleichen Jahr wurde das Familienunternehmen gegründet, zunächst unter dem Namen Het Wapen van Rotterdam nach der ehemaligen Herberge, in der sich jetzt der Kolonialwarenladen befand. 1822 wurde Theodorus als erster Sohn geboren. Er übernahm 1848 das Geschäft der Eltern, in dem vor allem Genussmittel verkauft wurden: verschiedene Sorten Tabak, Zigarren, Kaffeebohnen, Schokolade sowie Genever, Branntwein und Likör. Obwohl es in Groningen eine große Konkurrenz von insgesamt 28 Tabaksfabrikanten gab, konzentrierte sich Niemeijer zunehmend auf die Tabakproduktion und -handel. 1891 ließ Niemeyer ein großes Packhaus und 1904 ein neues Fabrikgebäude in Groningen bauen. Die Produktpalette des Unternehmens umfasste neben Pfeifen- und Schnupftabak auch Shag und Zigarren, aber auch Kaffee und Tee wurden gehandelt. Ab 1909 kam die Zigarettenherstellung hinzu. Nach Niemeijers Tod 1910 übernahm sein Sohn Albert Willem (1867–1950) den Familienbetrieb, der weiter unter dem Namen Theodorus Niemeijer geführt wurde.
Theodorus Niemeijer verlor 1849 seine erste Frau Alida Cazemir, wenige Wochen nach der Geburt ihres gemeinsamen Kindes. Zwei Jahre später heiratete er Tettje Heckman, mit der er weitere zehn Kinder hatte. Sein Grab befindet sich auf der Begräbnisstätte Moscowa in Arnheim.

## Theodorus Niemeyer BV
In der ersten Hälfte des 20. Jahrhunderts schaltete die Niemeyer BV nach und nach alle lokalen Konkurrenten aus. Während der Weltwirtschaftskrise stoppte die Tabakproduktion, so dass sich das Unternehmen auf den Kaffee- und Teehandel konzentrierte. Während des Zweiten Weltkriegs verlegte es sich auf die Produktion von Tee- und Kaffeesurrogaten und konnte so die Zeit der Tabakrationierung überbrücken. In den Jahrzehnten nach dem Krieg profitierte die Tabakindustrie vom positiv besetzten Image des Zigarettenrauchens, so auch die Niemeyer BV. Zum 150-jährigen Firmenjubiläum erhielt das Unternehmen 1969 das Prädikat Koninklijk. Bis 1979 stellte die Familie Niemeijer die Direktoren der Firma. 1990 wurde die Niemeyer BV Teil der Rothmans-Unternehmensgruppe und ging 1999 schließlich in der British American Tobacco (BAT) Benelux auf.

## Produkte und Marken der Koninklijke Theodorus Niemeyer BV (Auswahl)
- Drehtabak (Shag): Javaanse Jongens, Pall Mall Export, Samson, Schwarzer Krauser
- Zigarren: Corps Diplomatique, Don Pablo, Dunhill, Schimmelpenninck, Westpoint
- Pfeifentabak: Captain Black, Dunhill, Flying Dutchman, Indian Summer, Niemeyer, Rode Ster, Royal Mixture, Sail Troost, Schippers, Stanwell, Voortrekker

## Belege
1. ↑  Gezinskaart van Albert Willem Niemeijer. greetsgenealogie.nl; abgerufen am 10. Januar 2018
2. ↑  Oud directeur Koninklijke Theodorus Niemeyer is overleden. rtvnoord.nl, 26. Mai 2017; abgerufen am 9. Januar 2018

| Personendaten    | Personendaten                                |
| ---------------- | -------------------------------------------- |
| NAME             | Niemeijer, Theodorus                         |
| KURZBESCHREIBUNG | niederländischer Kaufmann und Tabakfabrikant |
| GEBURTSDATUM     | 27. Juni 1822                                |
| GEBURTSORT       | Groningen                                    |
| STERBEDATUM      | 12. August 1910                              |
| STERBEORT        | Groningen                                    |